# Caroline Andersson
Caroline Andersson (* 29. Juli 2001 in Oskarström) ist eine schwedische Radrennfahrerin.

## Sportlicher Werdegang
Andersson entstammt einer Radsportfamilie, ihr Vater ist Michael Andersson und ihre Tante Kristina Ranudd, die beide für Schweden in den Olympischen Spielen fuhren. Sie selbst fing im Alter von sieben mit Radsport an. Mit 15 schloss sie sich in Italien, wo sie damals aufwuchs, einem Club an. 2017 vertrat sie Schweden im Europäischen Olympischen Jugendfestival.
2018 und 2019 fuhr Andersson als Mitglied der schwedischen Nationalmannschaft im Nationencup der Juniorinnen. 2021 erhielt sie erstmals einen Profivertrag bei Team Coop-Hitec Products. Obwohl sie keine vorderen Resultate erzielen konnte, galt sie als Talent für Eintagesrennen und wechselte 2023 zu Liv Racing Teqfind, mit denen sie regelmäßig Rennen der UCI Women’s WorldTour fuhr, darunter die Tour de France Femmes 2023. In der Folgesaison wurde sie bei der Fusion mit Jayco AlUla ins neue Team Liv AlUla Jayco übernommen und erzielte in der dritten Etappe der Vuelta Femenina erstmals eine Top-10-Platzierung in der WorldTour. 2024 war sie Schwedens Vertreterin im olympischen Straßenrennen und kam auf den 14. Platz.
Andersson war mehrfach Mitglied der Nationalmannschaft bei Welt- und Europameisterschaften. Ende 2023 und 2024 gewann sie jeweils die schwedischen Cyclocross-Meisterschaften.

## Erfolge
2023
 Schwedische Meisterin – Cyclocross
2024
 Schwedische Meisterin – Cyclocross